# Thysanopyga
Thysanopyga là một chi bướm đêm thuộc họ Geometridae.